# Brisbane Lions
Brisbane Lions är en professionell australisk fotbollsklubb från Brisbane, Queensland. Klubben tävlar i Australian Football League.
Klubben bildades i slutet av 1996 genom en sammanslagning av VFL-klubben Fitzroy Lions från 1883 och expansionsklubben Brisbane Bears från 1987. Klubbens färger rödbrun, guld och blått är hämtade från båda enheterna. Lions är den mest framgångsrika AFL-klubben på 2000-talet, medverkade i fyra stora finaler i rad från 2001 till 2004 och vann tre premierskap (2001, 2002, 2003). De spelar hemmamatcher på Gabba och har sina kontor och inomhusträningsanläggningar inom arenan.Lions ställer även upp lag i två andra tävlingar. De var ett grundlag i AFL Women's-tävlingen 2017 och har varit med i tre stora finaler under den tiden, vunnit premierskapet 2021 och slutat tvåa vid de andra tillfällena. De har också ställt upp ett reservlag för herr i flera ligor genom åren, och från och med 2021 tävlar reservlaget i Victorian Football League.

## Klubblåt
| Engelsk originaltext | Svensk översättning |
| --- | ------------------- |
| We are the pride of Brisbane town, We wear maroon, blue and gold. We will always fight for victory, Like Fitzroy, and Bears of old. All for one, and one for all, We will answer to the call. We're the Lions, the Brisbane Lions, We'll kick the winning score You'll hear our mighty roar! |                     |